# Guido Cavalleri
Guido Luigi Cavalleri (Bergamo, 7 novembre 1963) è un doppiatore, autore televisivo e conduttore televisivo italiano.

## Biografia
Ha esordito sostituendo Claudio De Tommasi nella conduzione di L'Orecchiocchio su Rai 3 nel 1985-1986 e ha condotto la settima edizione de Il sabato dello Zecchino su RAI 1. Dal 1991 al 1996, ha condotto Ciao Ciao, prima su Rete 4 e poi su Italia 1, un programma per bambini, in cui interpretava gag comiche per introdurre i cartoni animati. 
Nel frattempo, ha partecipato come doppiatore di film, telefilm, telenovelas e cartoni animati. Particolarmente noto per aver doppiato Ryo Saeba in City Hunter (ad eccezione della terza e quarta serie) e Michael Jackson in Moonwalker, ha prestato la sua voce in Caro fratello, Santa Barbara, Quando si ama, Gli anni felici, Holly e Benji, due fuoriclasse, Yu degli spettri, Slam Dunk,  Filmation's Ghostbuster e ha interpretato il ruolo di Walter in Cristina, l'Europa siamo noi.
Ha curato la fascia dedicata ai ragazzi di Telemontecarlo, diventandone poi responsabile, presentandone anche il programma Zap Zap nel 1997-1998.
Dal 1999 al 2001 ha curato come capo-progetto il contenitore Glu Glu per la rete tematica RaiSatRagazzi di cui è stato anche conduttore nel 1999.
Dal 2001 lavora come autore televisivo del programma La macchina del tempo di Rete 4.
Ha firmato come autore e capo-progetto 3 edizioni del programma Missione Natura trasmesso su LA7.

## Doppiaggio

### Cinema
- Michael Jackson in Moonwalker
- Cary Elwes in Another Country - La scelta

### Film d'animazione
- Ryo Saeba in City Hunter Special: Amore, destino e una 357 Magnum, City Hunter Special: Guerra al Bay City Hotel, City Hunter Special: Un complotto da un milione di dollari, City Hunter Special: Servizi segreti, City Hunter Special: La rosa nera, City Hunter Special: Arrestate Ryo Saeba!, City Hunter: Private Eyes e City Hunter The Movie: Angel Dust.

### Serie televisive
- Todd McKee e Michael Brainard in Santa Barbara
- John Johnston (2ª voce) in Quando si ama
- Roberto Ballesteros ne Gli anni felici

### Cartoni animati
- Ryo Saeba in City Hunter, City Hunter 2
- Tsukutsun Tsun in Dr. Slump[2] (2º doppiaggio, serie 1980/86)
- Pierre Le Blanc e Clifford Yuma (1ª voce) in Holly e Benji - Due fuoriclasse
- Takehiko Henmi in Caro fratello... (ep. 1-4)
- Sakyo in Yu Yu Hakusho: Ghost Files (ep. 23-56)
- Hisashi Mitsui in Slam Dunk
- Monroe in Ghostbusters

## Programmi televisivi
- L'Orecchiocchio (Rai 3, 1985-1986)
- Il Sabato dello Zecchino (Rai 1, 1989-1990)
- La Banda dello Zecchino (Rai 1, 1991-1992)
- I Cartonissimi (Rete 4, 1991)
- Ciao Ciao (Rete 4, 1991-1992; Italia 1, 1992-1996)
- Cantiamo con Cristina (Italia 1, 1992-1993)
- Zap Zap (Telemontecarlo, 1997-1998)
- Glu Glu (RaiSatRagazzi, 1999-2000)

## Filmografia
- L'appassionata, regia di Gianfranco Mingozzi (1988)
- Cristina, l'Europa siamo noi – serie TV, 11 episodi (1991)